# Óbudavár
Óbudavár község Veszprém vármegyében, a Balatonfüredi járásban. 323 hektáros kiterjedésével a megye ötödik legkisebb közigazgatási területű települése. Eredetileg, Szent István magyar király korától az 1950-es megyerendezésig Zala vármegyéhez tartozott.

## Fekvése
Óbudavár a Balatontól 8 kilométerre, a festői Nivegy-völgy bejáratánál fekszik. A völgy szerkezetileg a Balaton-felvidék Balatonfüred és Badacsony közti szakaszára jellemző, a tóparti hegysor mögött kialakult márgás kőzetű medencék egyikének tekinthető, nevezik Csicsói-medence néven is.
A közeli városok közül Tapolcától illetve Balatonfüredtől is kb. 25-25 kilométer választja el. Főutcája a Zánka és Nagyvázsony között húzódó 7312-es út, észak és dél felől is csak ezen az útvonalon érhető el.

## Története
A település első említése 1413-ból ismert, akkor az óbudai káptalan birtoka volt.

## Nevezetességei

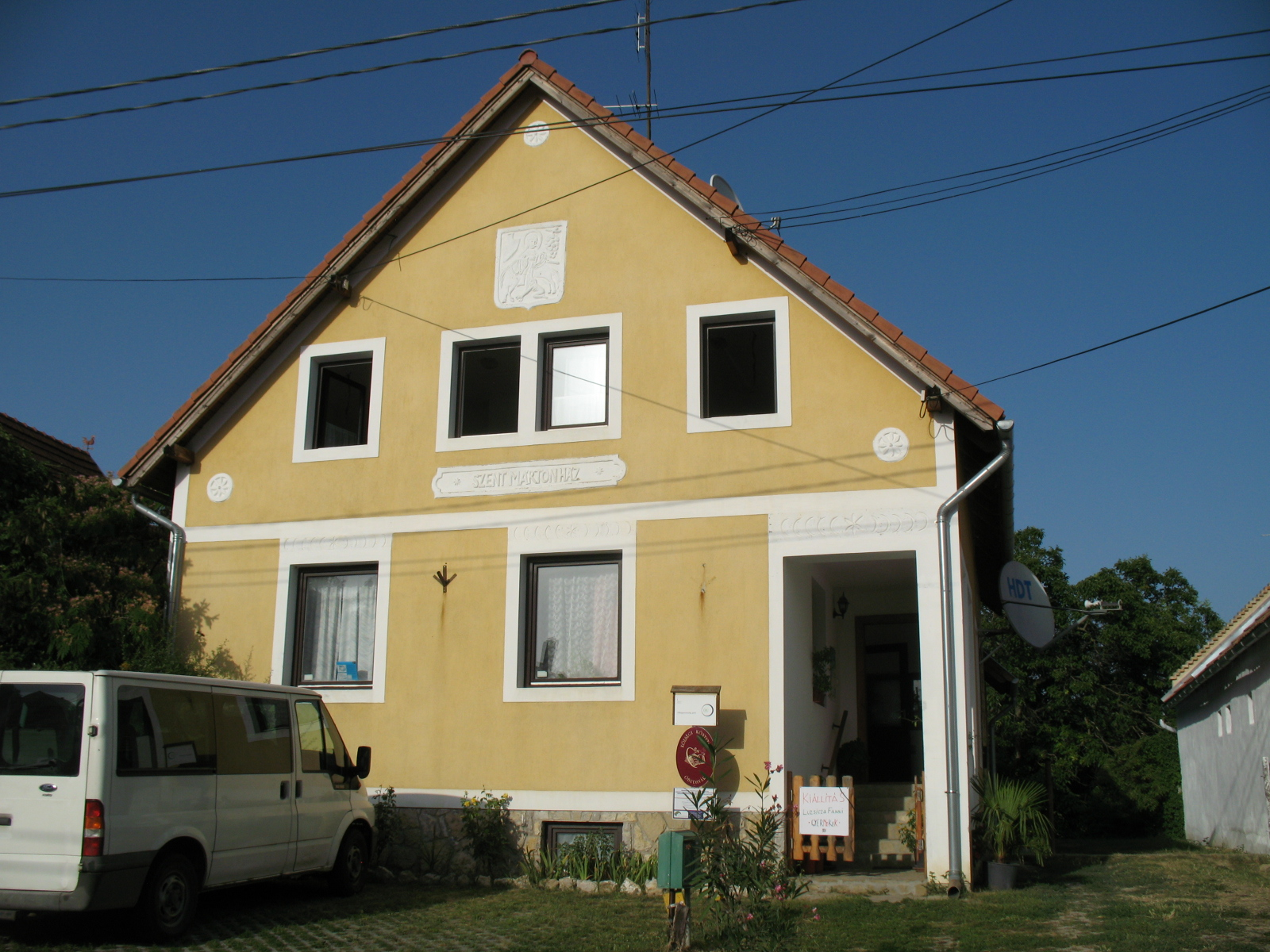
Községi könyvtár

- A Mosóház,[5] a közeli Mosó-forrás fölé épített boltív népi építészeti emlék. Valamikor idejártak mosni az asszonyok.
- A falu Tours-i Szent Márton tiszteletére szentelt római katolikus templomának[6] építése 1836-ban fejeződött be. A templom a balaton-felvidéki népi építészet szép példája, ezért pontos mását[7] a Szentendrei Skanzen Bakony–Balaton tájegység részeként felépítették.
- Schönstatt-kápolna[8] (2005)

## Közélete

### Polgármesterei
- 1990–1994: Gódány Róbert (független)[9]
- 1994–1998: Gódány Róbert (független)[10]
- 1998–2002: Bodor Antal (független)[11]
- 2002–2006: Bodor Antal (független)[12]
- 2006–2010: Bodor Antal (független)[13]
- 2010–2014: Bodor Antal (független)[14]
- 2014–2015: Bodor Antal (független)[15]
- 2015–2019: Végh Tamásné (független)[16]
- 2019–2024: Godány Mária (független)[17]
- 2024– : Godány Mária (független)[1]

A településen 2015. szeptember 27-én időközi polgármester-választást tartottak, az előző polgármester néhány hónappal korábban bekövetkezett halála miatt.

## Népesség
A település népességének változása:
| Lakosok száma | 53   | 56   | 54   | 42   | 57   | 57   | 50   |
|               | 2013 | 2014 | 2015 | 2021 | 2022 | 2023 | 2024 |

A 2011-es népszámlálás során a lakosok 95,9%-a magyarnak, 24,5% németnek mondta magát (4,1% nem nyilatkozott; a kettős identitások miatt a végösszeg nagyobb lehet 100%-nál). A vallási megoszlás a következő volt: római katolikus 89,8%, református 2%, evangélikus 2% (6,1% nem nyilatkozott).
2022-ben a lakosság 73,7%-a vallotta magát magyarnak, 10,5% németnek, 1,8% szlováknak, 5,3% egyéb, nem hazai nemzetiségűnek (24,6% nem nyilatkozott; a kettős identitások miatt a végösszeg nagyobb lehet 100%-nál). Vallásuk szerint 56,1% volt római katolikus, 1,8% református, 1,8% evangélikus, 1,8% felekezeten kívüli (38,6% nem válaszolt).